# ان‌جی‌سی ۶۰۸۵
ان‌جی‌سی ۶۰۸۵ (انگلیسی: NGC 6085) نام یک کهکشان مارپیچی در صورت فلکی تاج شمالی است.